# Estatua ecuestre de Israel Putnam
El general Israel Putnam, también conocido como Putnam's Escape at Horseneck, es una estatua ecuestre en el Putnam Memorial State Park en Redding, en el estado de Connecticut (Estados Unidos). La estatua fue diseñada por la escultora Anna Hyatt Huntington y dedicada en 1969 en honor al nativo de Connecticut Israel Putnam, un oficial militar que sirvió en el Ejército Continental durante la Guerra de Independencia de los Estados Unidos.

## Historia
Israel Putnam fue un oficial militar que se desempeñó como general de división en el Ejército Continental durante la Guerra de Independencia de los Estados Unidos. Putnam se convirtió en una figura histórica muy conocida por sus acciones durante la guerra, que incluyeron liderar tropas en la Batalla de Bunker Hill. En 1779, mientras estaba en Greenwich, Putnam, de 60 años, fue visto por las tropas británicas, que procedieron a perseguirlo a caballo. En una de sus escapadas más conocidas, Putnam logró escapar de la captura montando su caballo por una colina notablemente empinada que se consideraba insegura para montar a caballo.
Más de un siglo después, esta historia inspiró a la escultora Anna Hyatt Huntington a crear una estatua ecuestre en memoria del evento. Huntington, que nació en 1876, fue una escultora estadounidense del área de Boston que fue reconocida por el Museo Metropolitano de Arte como una de las escultoras más destacadas del país y había estudiado el oficio en la Liga de estudiantes de arte de Nueva York a principios del siglo XX. Durante algún tiempo, Huntington había vivido en Redding, cerca del Putnam Memorial State Park, que había servido como campamento de invierno de Putnam durante la guerra. Huntington fue especialmente conocida por sus estatuas ecuestres, con algunas de sus obras más notables, incluida una estatua ecuestre de Juana de Arco en la ciudad de Nueva York y El Cid Campeador.
Trabajando en la escultura de Putnam en 1966 a la edad de 90 años, sería la última de siete grandes estatuas ecuestres que había creado durante su carrera, así como una de las últimas obras creadas antes de su muerte en 1973. Completada en 1967, la escultura fue donada al Putnam Memorial State Park en 1969. Fue dedicada el 21 de septiembre de 1969, cerca de la entrada del parque, con Albert D. Putnam, un descendiente de Israel, pronunció el discurso principal en la ceremonia, durante la cual afirmó que su antepasado había "bajado la colina a la fama eterna y al corazón de la Sra. Huntington". Otro discurso fue dado por Donald C. Matthews, Director de la Comisión de Bosques y Parques Estatales de Connecticut, quien dijo: "Estamos aquí para honrar a dos grandes ciudadanos, el General Israel Putnam y la Sra. Huntington, la mujer más notable que he conocido".
En 1994, el monumento fue inspeccionado como parte del proyecto Save Outdoor Sculpture! .

## Diseño
La escultura de bronce mide 3 m de altura y tiene medidas laterales de 2,4 m y 1,5 m Se encuentra sobre un pedestal rectangular de piedra de campo de 1 m de alto con medidas laterales de 1,5 m y 2,4 m La escultura representa a Putnam a caballo bajando un tramo de escaleras, sosteniendo las riendas en su mano izquierda. Su cuerpo está parcialmente girado hacia atrás y mira hacia arriba y agita su puño derecho en señal de desafío. La cabeza del caballo está girada hacia la izquierda y tiene una expresión aterrorizada. La base de la escultura lleva unas pequeñas inscripciones de la escultora (ANNA H. HUNTINGTON / 1967 / STANORIGG ), mientras que una placa de bronce adherida al pedestal lleva la siguiente inscripción:

DONATED A.D. 1969 / SCULPTRESS ANNA HYATT HUNTINGTON / IN HER 93RD YEAR / ISRAEL PUTNAM / SENIOR MAJOR GENERAL IN THE CONTINENTAL ARMY / WHO AT GREENWICH, CONNECTICUT / IN FEBRUARY OF 1779 / MADE GOOD A DRAMATIC MOUNTED ESCAPE FROM PURSING BRITISH DRAGOONS DOWN THE PERILOUS 100 STONE STEPS / CARVED INTO THE PRECIPICE AT HORSE NECK